# Chiesa della Nunziatella
La chiesa della Nunziatella, o più propriamente chiesa della Santissima Annunziata, è una chiesa monumentale di Napoli sita nel quartiere San Ferdinando, in stretta contiguità alla Scuola Militare Nunziatella.

## Storia
La chiesa venne edificata nel 1588 per volere di Anna Mendoza marchesa di Valle Siciliana, che in seguito ne fece dono ai gesuiti. Fu rimaneggiata nel 1736 dall'architetto Ferdinando Sanfelice, il quale ne cancellò ogni traccia dell'impianto originario del XVI secolo. La struttura religiosa fu inizialmente dedicata alla Vergine Annunziata, ma la voce popolare la denominò presto "Annunziatella" o "Nunziatella", per distinguerla dalla più grande basilica della Santissima Annunziata Maggiore.
In seguito alla cacciata dei gesuiti avvenuta nel 1773 da parte di Ferdinando I di Borbone, il complesso venne affidato ai padri somaschi, affinché vi stabilissero un collegio per i figli dei cavalieri dell'Ordine di Malta. L'anno dopo lo stesso re aprì il "Real collegio militare" e i padri somaschi si trasferirono alla chiesa del Gesù Vecchio: da qui in poi la chiesa è stata utilizzata dalla Scuola Militare Nunziatella come cappella dell'istituto.
Nel novembre 1801 all'interno dell'edificio fu celebrata una messa in suffragio per la morte di Maria Clementina d'Asburgo-Lorena, moglie del re Francesco I delle Due Sicilie, durante la quale fu tenuta un'orazione funebre da parte del comandante dell'Accademia ed insigne scienziato Giuseppe Saverio Poli.

## Descrizione
La chiesa presenta come caratteristica specifica l'eliminazione delle consuete statue e degli ornati di facciata; il corpo centrale è in forte aggetto rispetto alle rispettive fiancate, secondo un ritmo movimentato mentre il chiaroscuro viene affidato alle membrature degli ordini.
L'interno ha una pianta longitudinale, con navata unica coperta da volta a botte e quattro cappelle laterali, due per lato, mentre il presbiterio viene definito dall'arco trionfale. La volta è completamente coperta dall'affresco Assunzione della Vergine di Francesco De Mura, datato 1751; la controfacciata invece, vede le scene della Bottega di san Giuseppe e della Fuga in Egitto, sempre del De Mura, mentre più in alto, ai lati dell'ampio finestrone che dà luce agli interni, sono affrescati quattro figure di santi, opere di Ludovico Mazzanti.

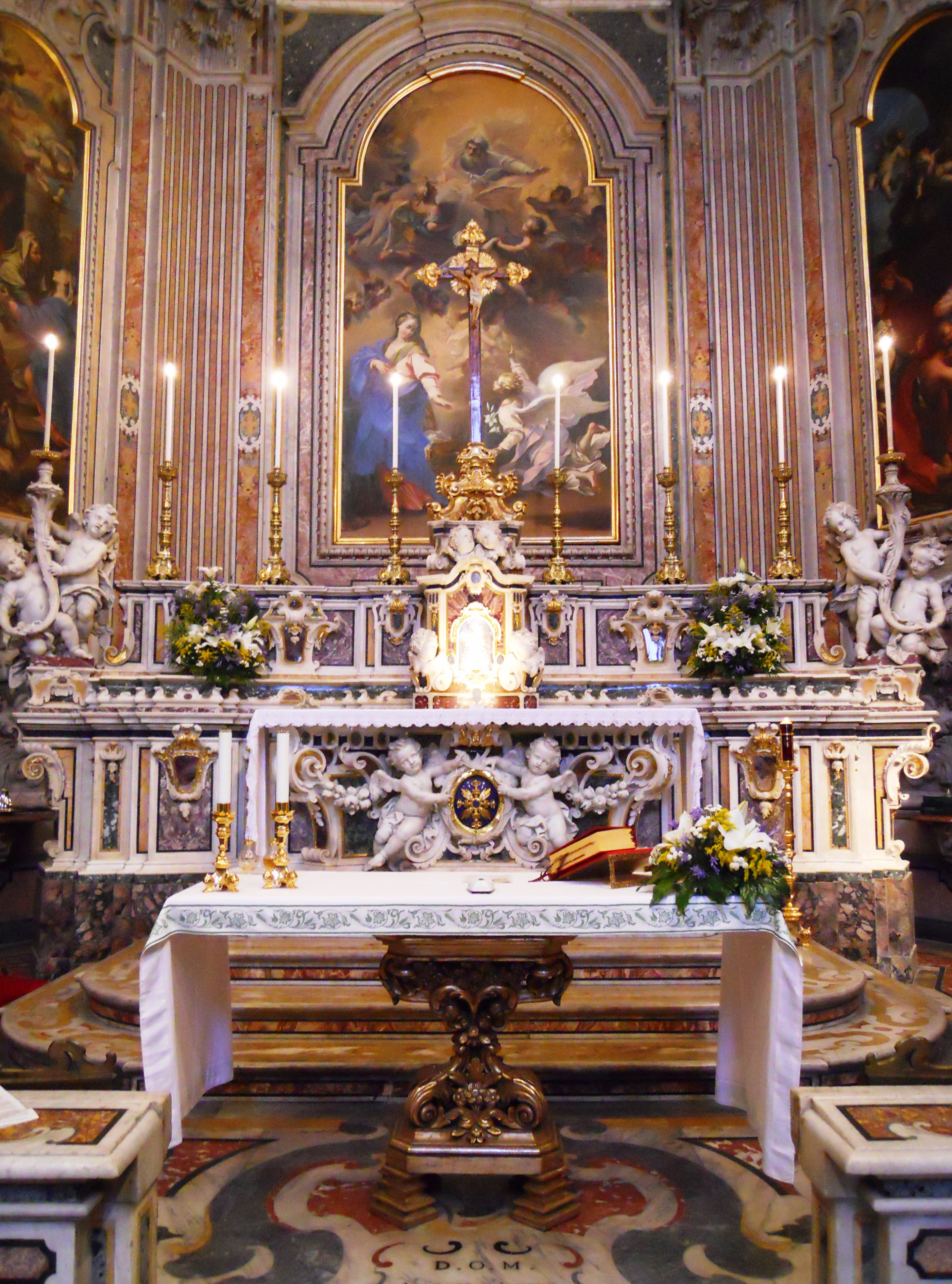
Altare maggiore

L'altare maggiore è riccamente decorato con marmi policromi nei classici modi del barocco napoletano; realizzato nel 1732 da Giuseppe Bastelli su disegno di Carlo Schisano, lo stesso è inoltre impreziosito ai due lati da due coppie di angeli reggi-fiaccola, opera del 1756 di Giuseppe Sammartino, i quali presentano notevoli analogie con gli Angeli reggi fiaccola che lo stesso autore realizzò per la chiesa dei Girolamini. L'abside è decorata da due monumenti funebri ai fratelli Michele e Andrea Giovene, opere di Francesco Pagano del 1734, rispettivamente a destra e sinistra delle pareti laterali, sopra i quali sono collocate due opere sulla vita di Maria di Ludovico Mazzanti: La Visita di sant'Elisabetta a sinistra e La nascita del Signore a destra, che a loro volta affiancano la centrale Annunciazione di Maria, opera sempre del Mazzanti e che rappresenta la dedica della chiesa alla Madonna dell'Annunziata. Il catino absidale è invece istoriato dall'affresco dell'Adorazione dei Magi, opera del De Mura del 1732.

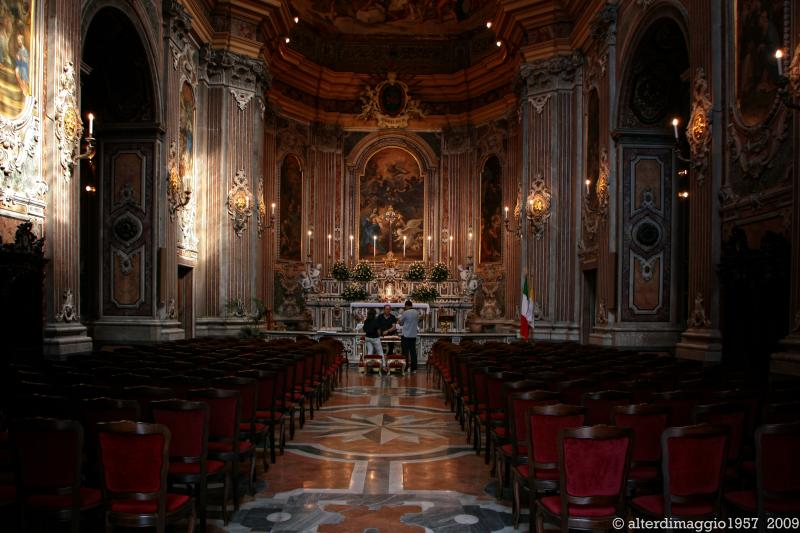
Interno

La prima cappella di destra è la cappella In passione Domini. Sulla parete sinistra è posto il monumento funebre a Don Giovanni Assenzio Goyzueta, Maresciallo di campo degli eserciti di Sua Maestà e Segretario di Stato di Ferdinando IV. Il monumento è scolpito in marmo bianco da Salvatore Di Franco nel 1783, allievo del Sammartino, ed è caratterizzato da svariati elementi decorativi: oltre al ritratto del defunto, sono rappresentati infatti anche una donna scarmigliata e un amorino piangente che spegne la propria fiaccola; sul fronte del sepolcro è invece un'iscrizione commemorativa. Sopra il monumento funebre è affrescata la scena della Deposizione, datata 1646 e compiuta da Pacecco De Rosa, dov'è rappresentata la scena della sepoltura, in cui appaiono le figure della Madonna e di san Giovanni con anche Maria Maddalena, i quali confortano la Vergine mentre Giuseppe e Nicodemo depongono il corpo del Cristo nel sepolcro. Addossata alla parete destra è invece una Crocifissione di Ludovico Mazzanti nella quale sono rappresentate ancora le figure del Cristo, della Madonna e di san Giovanni. Alla parete frontale è invece raffigurata, sempre dal De Rosa e sempre datata 1646, un'altra scena della Passione di Cristo, dov'è narrata la prima caduta durante l'andata al Calvario da parte del Cristo, ripreso con la croce in spalla. Il soffitto della cappella è infine decorato da un affresco di Girolamo Cenatiempo con quattro angioletti.
La cappella di San Stanislao Kotska è la seconda di destra: l'altare è sormontato da un quadro allegorico, opera di Paolo de Matteis rappresentante il santo in gloria con la Madonna Assunta. La scena è un'allusione diretta al 15 agosto, giorno della scomparsa del Kostka, in cui la Chiesa cattolica festeggia l'Assunzione di Maria, e collega la cappella alle altre tramite il ciclo mariano della navata centrale. Sulle pareti laterali sono due quadri di Ludovico Mazzanti, la Gloria del Bambino in braccio al Santo e la Sacra Eucaristia consegnata al santo, mentre il cupolino affrescato è opera di Giuseppe Mastroleo.
La prima cappella di sinistra è la cappella di San Francesco Saverio, dove sull'altare porta un quadro di Francesco De Mura rappresentante la Vergine che appare al santo; di Mastroleo sono invece sia i dipinti ad olio alle pareti, rappresentanti scene della vita del santo, che gli affreschi sulla volta.
La seconda cappella di sinistra è infine la cappella di Sant'Ignazio, dove sull'altare insiste un quadro di Francesco De Mura con la Vergine e sant'Ignazio, mentre sulle pareti laterali sono il santo vestito in ginocchio davanti al Signore e di il santo inginocchiato davanti alla Santissima Trinità, entrambi opera ancora del Mastroleo, che compì anche in questo caso il ciclo della volta, dov'è la scena della Morte del santo.
Tra le dotazioni della Chiesa, un'opera in ceroplastica attribuibile a Giovanni Francesco Pieri (Prato 1699-Napoli 1773), scultore, medaglista e ceroplastico, rappresentante la Madonna. Realizzata tra il 1733 e il 1740, durante un periodo di permanenza dell'autore presso la corte borbonica a partire dal 1718, ove, tuttavia, erano già presenti altri ceroplastici di provenienza asburgica.

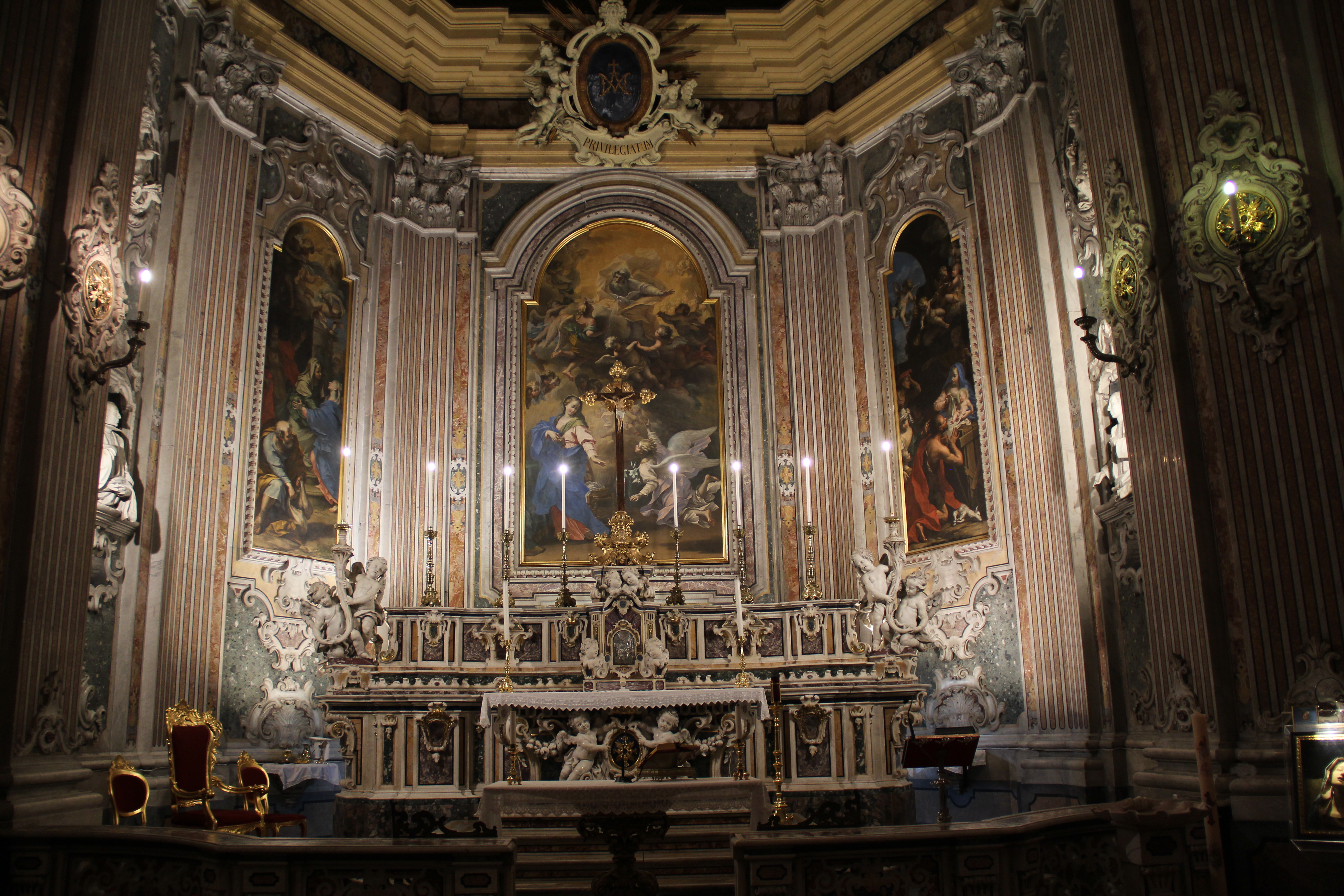
Altare maggiore della Chiesa della Nunziatella
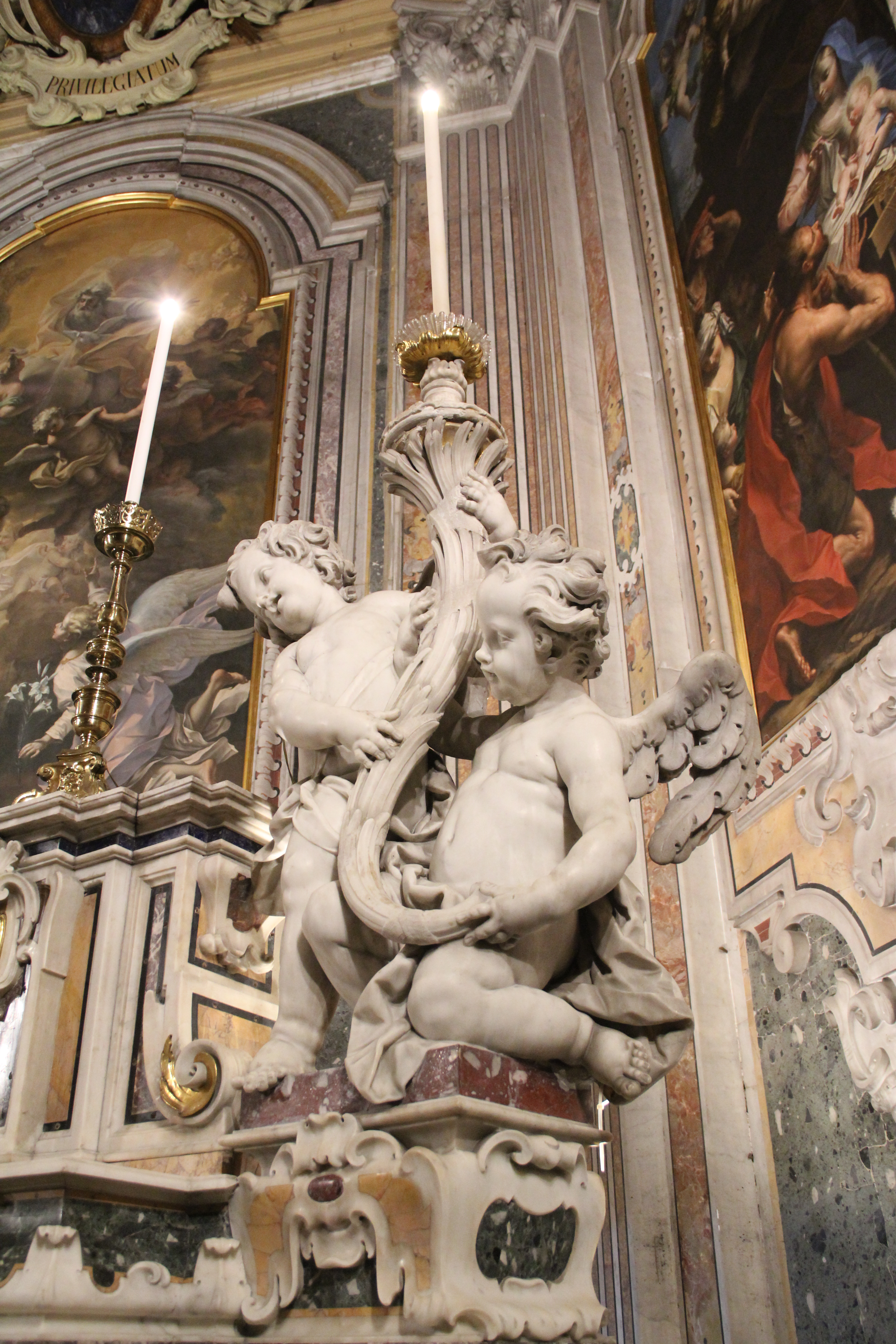
Angeli capialtare reggi-fiaccola di Giuseppe Sammartino (lato destro)
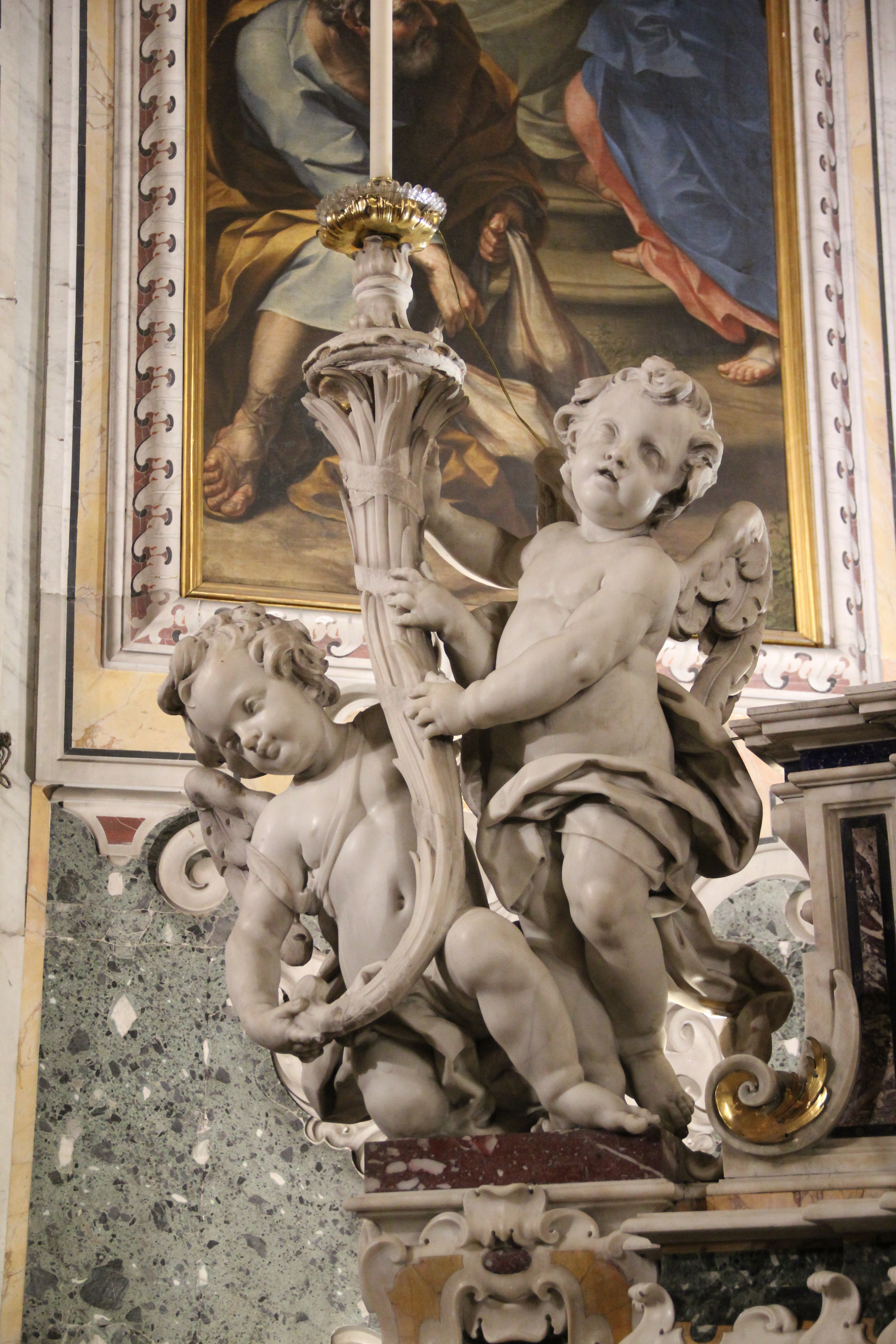
Angeli capialtare reggi-fiaccola di Giuseppe Sammartino (lato sinistro)
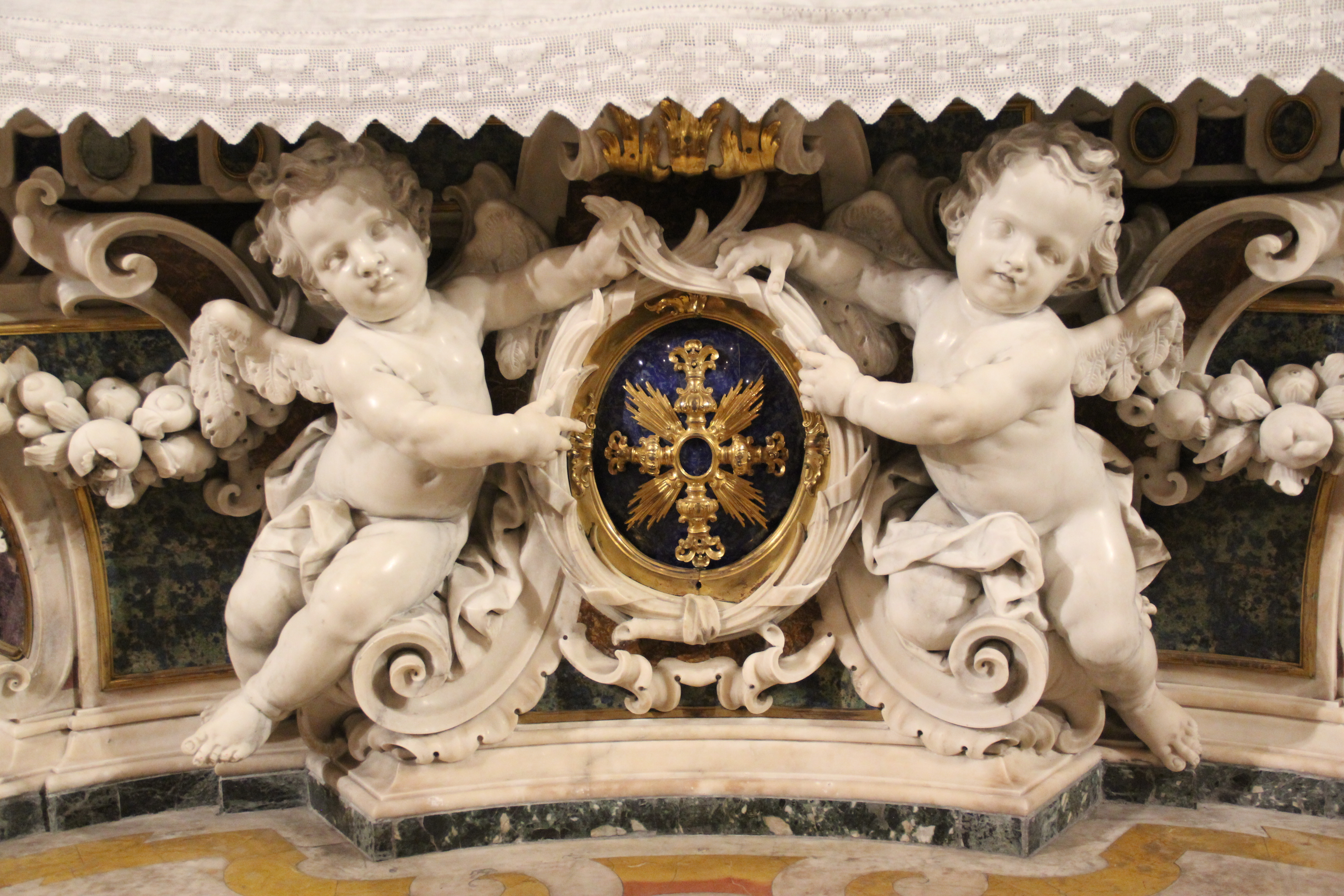
Paliotto dell’altare maggiore di Giuseppe Sammartino
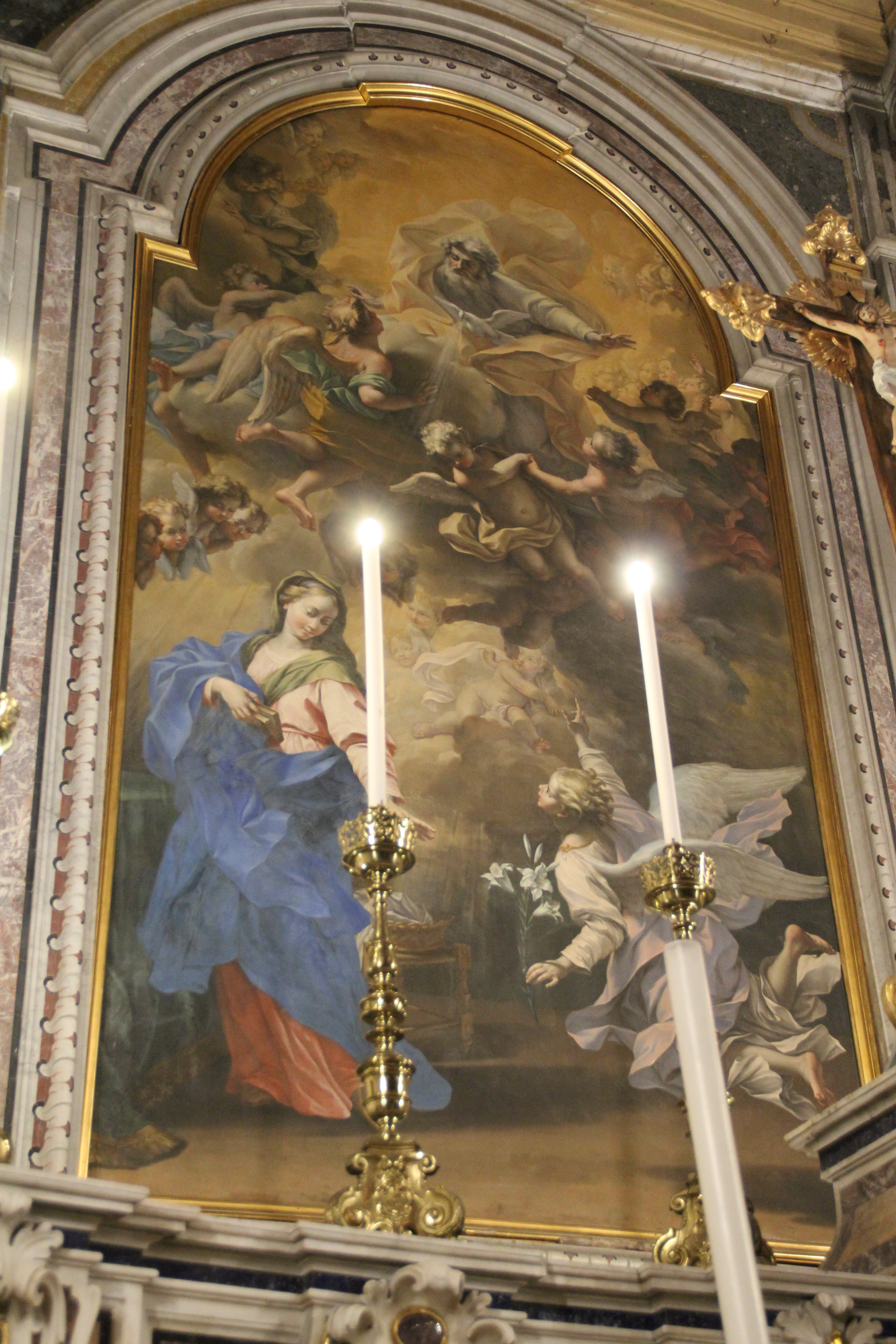
Dipinto dell’altare maggiore: Annunciazione di Ludovico Mazzanti
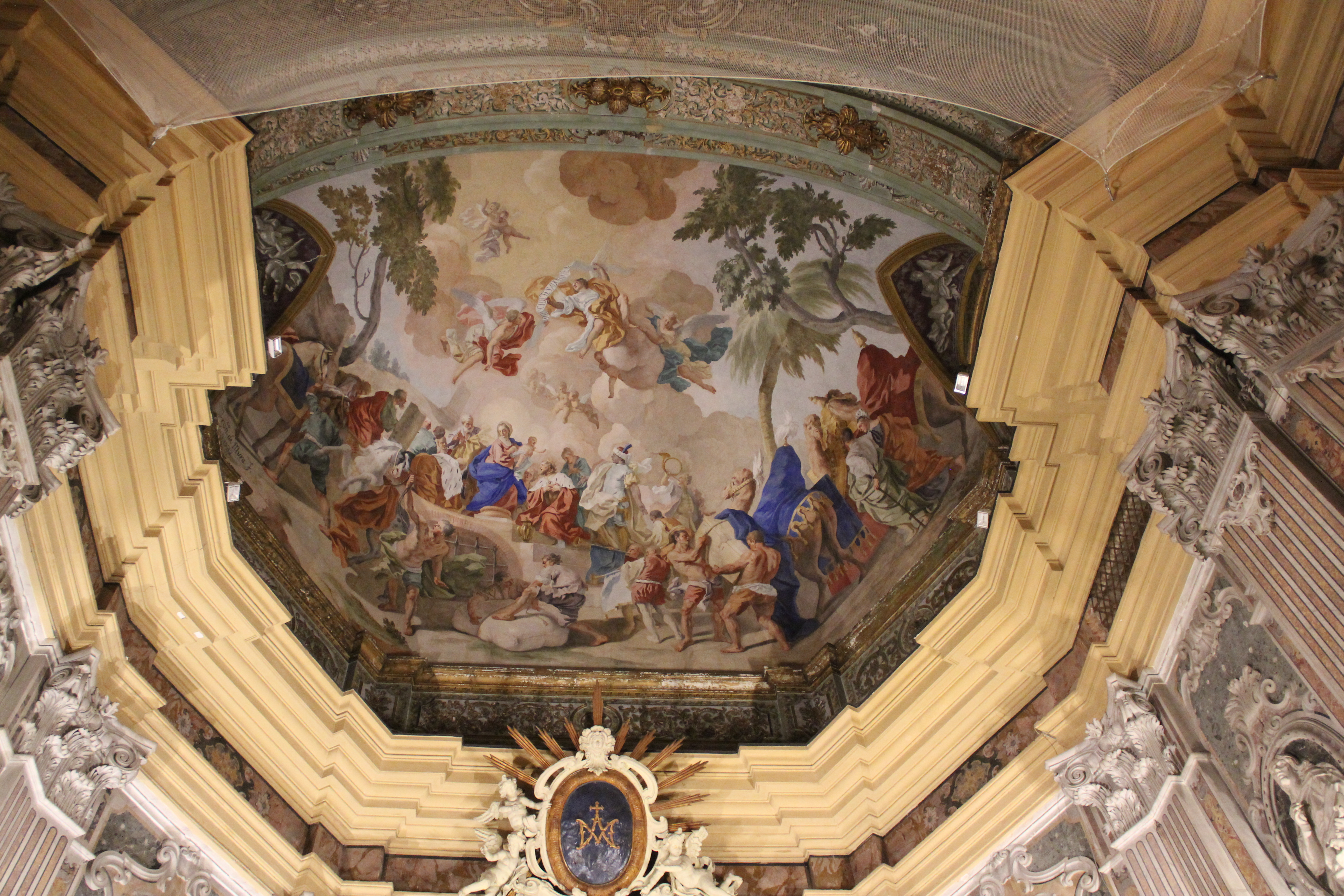
Dipinto del catino absidale: Adorazione dei Magi di Francesco De Mura
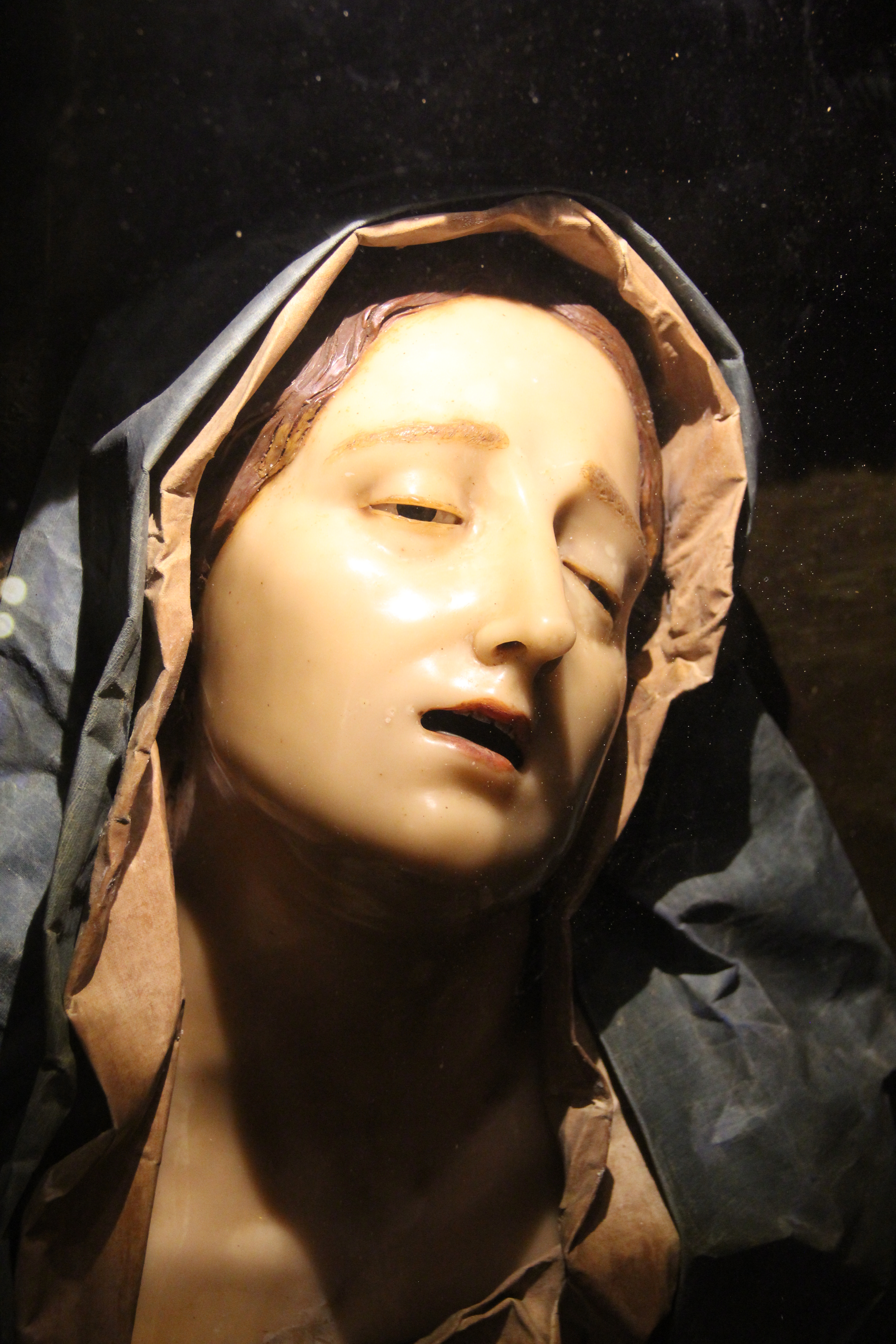
Giovanni Francesco Pieri, Madonna (periodo 1733-1740), ceroplastica